# 安塘乡
安塘乡，是中华人民共和国江西省吉安市吉安县下辖的一个乡镇级行政单位。

## 行政区划
安塘乡下辖以下地区：
安塘社区、竹垣村、赤陂村、水西村、颜家村、塔桥村、安塘村、早桥村、淡江村、广化村和苎陂村。